# Бернет (Техас)
Бернет (англ. Burnet) — місто (англ. city) в США, в окрузі Бернет штату Техас. Населення — 6436 осіб (2020).

## Географія
Бернет розташований за координатами 30°44′51″ пн. ш. 98°14′20″ зх. д. / 30.74750° пн. ш. 98.23889° зх. д. (30.747376, -98.239011).  За даними Бюро перепису населення США в 2010 році місто мало площу 26,27 км², з яких 26,19 км² — суходіл та 0,08 км² — водойми. В 2017 році площа становила 28,18 км², з яких 28,10 км² — суходіл та 0,09 км² — водойми.

## Демографія
Згідно з переписом 2010 року, у місті мешкало 5987 осіб у 2041 домогосподарстві у складі 1353 родин. Густота населення становила 228 осіб/км².  Було 2277 помешкань (87/км²).
Расовий склад населення:
| - 86,9 % — білих - 5,4 % — чорних або афроамериканців - 1,0 % — корінних американців - 0,7 % — азіатів - 0,1 % — вихідців з тихоокеанських островів - 4,1 % — осіб інших рас |

До двох чи більше рас належало 1,9 %. Частка іспаномовних становила 20,1 % від усіх жителів.
За віковим діапазоном населення розподілялося таким чином: 22,8 % — особи молодші 18 років, 59,5 % — особи у віці 18—64 років, 17,7 % — особи у віці 65 років та старші. Медіана віку мешканця становила 36,8 року. На 100 осіб жіночої статі у місті припадало 82,8 чоловіків;  на 100 жінок у віці від 18 років та старших — 77,9 чоловіків також старших 18 років.
Середній дохід на одне домашнє господарство  становив 49 549 доларів США (медіана — 43 149), а середній дохід на одну сім'ю — 50 828 доларів (медіана — 44 880). Медіана доходів становила 32 453 долари для чоловіків та 32 985 доларів для жінок. За межею бідності перебувало 31,6 % осіб, у тому числі 43,2 % дітей у віці до 18 років та 5,4 % осіб у віці 65 років та старших.
Цивільне працевлаштоване населення становило 2277 осіб. Основні галузі зайнятості: освіта, охорона здоров'я та соціальна допомога — 20,3 %, виробництво — 14,4 %, будівництво — 13,9 %.